# Västra Älvsala
Västra Älvsala är en bebyggelse väster om Älvsala vid Breviken på den sydöstra delen av Värmdölandet i Värmdö kommun. SCB avgränsade bebyggelsen till en småort mellan 1995 och 2015 benämnd Fagerdala. Vid tätortsavgränsningen 2015 kom Fagerdala att inkluderas i den nya tätorten Älvsala. Vid avgränsningen 2020 kom bebyggelsen klassas som separat och som en tätort namnsatt till Västra Älvsdala för att 2023 åter klassas som en del av tätorten Älvsala.

## Historia
Fagerdala ingick 1538 i Ulffzala fjärding. Gården förlänades 1638 till Axel Oxenstierna. Hemmanet brändes 1719 av ryssarna.

Under senare delen av 1700-talet ägdes gården av familjen Psilanderhjelm på näraliggande Brevik.

## Befolkningsutveckling
| Befolkningsutvecklingen i Fagerdala/Västra Älvsala 1995–2020 | Befolkningsutvecklingen i Fagerdala/Västra Älvsala 1995–2020 | Befolkningsutvecklingen i Fagerdala/Västra Älvsala 1995–2020 | Befolkningsutvecklingen i Fagerdala/Västra Älvsala 1995–2020 | Befolkningsutvecklingen i Fagerdala/Västra Älvsala 1995–2020 |
| ------------------------------------------------------------ | ------------------------------------------------------------ | ------------------------------------------------------------ | ------------------------------------------------------------ | ------------------------------------------------------------ |
|                                                              |                                                              |                                                              |                                                              |                                                              |
| År                                                           |                                                              |                                                              | Folkmängd                                                    | Areal (ha)                                                   |
| 1995                                                         | 1995                                                         |                                                              | 114                                                          | 109#                                                         |
| 2000                                                         | 2000                                                         |                                                              | 139                                                          | 112#                                                         |
| 2005                                                         | 2005                                                         |                                                              | 176                                                          | 112#                                                         |
| 2010                                                         | 2010                                                         |                                                              | 176                                                          | 112#                                                         |
| 2015                                                         | 2015                                                         |                                                              | 0                                                            | #                                                            |
| 2020                                                         | 2020                                                         |                                                              | 203                                                          | 132                                                          |
| Anm.: 2015 och från 2023 del av Älvsala # Som småort.        |                                                              |                                                              |                                                              |                                                              |

## Samhället
Nära bryggan finns några äldre trähus.
En del bebyggelse används som fritidshus men med en ökande andel permanentboende.

## Kommunikationer
Fagerdala ligger vid farleden mellan Strömma kanal och Kanholmsfjärden. Orten är ändpunkt för länsväg AB 667 mellan Hemmesta vägskäl och Fagerdala brygga. SL-Buss 440 stannar.

## Natur
Väster om Fagerdala ligger våtmarken Morträsket med skyddsvärt fågel- och växtliv. 